# Medisave
Medisave (китайська: 保健储蓄) — обов'язкова програма заощаджень в Сінгапурі на державний медичний рахунок, введена в квітні 1984 року. Ця програма дає змогу сінгапурцям відкладати частину своїх доходів на рахунок Medisave на випадок госпіталізації особистої або найближчих родичів, хірургії та деяких видів амбулаторного лікування.
За вимогами програми, сінгапурські працівники вносять 6.5-9.0% (залежно від вікової групи) від місячної зарплати на особистий рахунок Medisave. Ці заощадження можна використати для оплати лікарняних рахунків як особистих так і найближчих членів сім'ї.